# محمد نادر
محمد نادر (بالتركية: Riyaziyeci Mehmet Nadir Bey)‏ هو رياضياتي تركي، ولد في 1856، وتوفي في 1927.